# STAIRS
「STAIRS」（ステアーズ）は、RIP SLYMEの16枚目のシングル。2009年2月25日発売。

## 概要
前作「太陽とビキニ」から約７ヶ月半ぶりとなる。
2008年10月22日に配信がスタートした「love & hate」と2008年11月26日に配信がスタートした「Supreme」がc/wとして入っている。
本作は前述の「love & hate」より始まった3か月連続ダウンロード限定配信の3曲をまとめたシングルである。
2008年12月24日に着うた（サビver.）が、2009年1月28日にフルver.の配信がスタートした。
初回盤のみ「お楽しみ!クジ付きあみだジャケット仕様」であり、あみだくじに当たった人からさらに抽選で300人に「特製CDケース」が当たる。初回盤は白いジャケット。通常盤は、青のジャケット。

## 収録曲
1. STAIRS (04:13)
（作詞：RYO-Z, ILMARI, PES and SU 作曲：DJ FUMIYA）
  - FUMIYAは、この曲の歌詞は今までで一番いい仕上がりと語っている。
  - PVはRIP SLYMEが登山をしている作品になっている。
  - ONWARD 「23区」'09春CMソング。
  - エモーションズの「Blind Alley」をサンプリングしており、過去には1995年にスチャダラパーが「ノーベルやんちゃDE賞」で同じネタを使用していた。
  - アルバム『JOURNEY』に収録。
2. love & hate (05:01)
（作詞：RYO-Z, ILMARI, PES 作曲：DJ FUMIYA）
  - ONWARD 「23区」CMソング。ちなみに、CMソングで流れていたものとは逆に明るい感じになっている。
  - アルバム『JOURNEY』に収録。
3. Supreme (03:30)
（作詞：RYO-Z, ILMARI, PES and SU　作曲：RAYMOND JONES）
  - ウィンターソング。
  - オリジナルアルバム未収録（2010年発売の裏ベスト『BAD TIMES』に収録）。